# West Fairlee
West Fairlee és una població dels Estats Units a l'estat de Vermont. Segons el cens del 2000 tenia 726 habitants.

## Demografia
Segons el cens del 2000, West Fairlee tenia 726 habitants, 278 habitatges, i 197 famílies. La densitat de població era de 12,4 habitants per km².
Dels 278 habitatges en un 36,3% hi vivien nens de menys de 18 anys, en un 56,8% hi vivien parelles casades, en un 7,9% dones solteres, i en un 29,1% no eren unitats familiars. En el 20,9% dels habitatges hi vivien persones soles el 5,4% de les quals corresponia a persones de 65 anys o més que vivien soles. El nombre mitjà de persones vivint en cada habitatge era de 2,61 i el nombre mitjà de persones que vivien en cada família era de 3,02.
Per edats la població es repartia de la següent manera: un 27,8% tenia menys de 18 anys, un 7% entre 18 i 24, un 32,4% entre 25 i 44, un 24,4% de 45 a 60 i un 8,4% 65 anys o més.
L'edat mediana era de 35 anys. Per cada 100 dones de 18 o més anys hi havia 100 homes.
La renda mediana per habitatge era de 40.667 $ i la renda mediana per família de 42.500 $. Els homes tenien una renda mediana de 27.200 $ mentre que les dones 22.788 $. La renda per capita de la població era de 18.011 $. Entorn del 8% de les famílies i el 10,7% de la població estaven per davall del llindar de pobresa.